# NetCommons
NetCommons（ネットコモンズ）は、PHP、MySQLなどの上で動作するコンテンツ管理システム（CMS）であり、国立情報学研究所NetCommonsプロジェクトが開発している。「ネットの上で共有財産・共有知（コモンズ）を築く」ということが名前の由来。
NetCommons1.x系はXOOPSをベースに開発されGPLライセンスの下で公開されていた。一方、2008年8月にリリースされたNetCommons2.0以降の2系バージョンはMapleを土台にスクラッチから開発され、FreeBSDライセンスの下で公開されている。CMSには珍しく30以上の基本モジュールを同梱しているため標準パッケージのインストールには約30MBを要する。なお、NetCommons1.x系については2014年9月30日にサポートが終了。
2016年8月にリリースされたNetCommons3はスマートフォンの対応を強化し、管理機能を含むほとんどの機能をスマートフォンで操作できるようになった。また、自動テストへの対応を強化することで、環境の変化に対応しやすくし、インフラのバージョンアップに対応しやすくした。フレームワークには利用者の多いCakePHP2を採用し、プログラム開発者がプラグインの追加開発をしやすくした。デザインのフレームワークにおいても、Bootstrap3を採用し、テーマの作成でWebデザイナが参加しやすいように考えられている。
当初は教育機関向けのe-Learningシステムとしての認識が強く、学校や大学等教育機関が主たるユーザだったが、多種多様なWebサイトを短時間で構築できることが認識され、それ以外のウェブサイトの構築でも利用が広がっている。2017年現在、神戸市の全小・中学校、福島県の600校を超える小・中・高校・特別支援、埼玉県の全県立高学校、東京大学の教養教育向けのポータルサイトシステムなど、全国で5,000を超える機関で活用されている。
2007年にはNetCommonsを普及する目的でNPO法人コモンズネットが設立され、会員企業が100社を超え（2010年）、企業による普及活動も活発化していたが、2021年3月末に解散した。

## 特徴
NetCommonsで構築されたサイトは、順序付けられたページの集合として表現される。ページは、ヘッダー・左カラム・センターカラム・右カラム・フッターで構成され、それぞれの部分にはブロックを配置することができる。このブロックにプラグイン（ポートレット）の情報を呼び出し、蓄積された情報をページ上に整理して表示する。登録ユーザはセッティングモードをONにすることで、ページ上に配置されたポートレットの位置を変更したり、機能を追加・削除したり、デザインを変更することができる。
NetCommons上のページは、ルーム管理プラグインによって管理されているルームに割り当てられている。ルームは、外部に公開されているパブリックルーム、登録ユーザのみがアクセスができるグループルーム、そして、登録ユーザ本人のみがアクセスできるプライベートルームの3種に分類される。パブリックルームの集合をパブリックスペース、グループルームの集合をグループスペース、プライベートルームの集合をプライベートスペースとよぶ。
各グループルームにはユーザの部分集合が割り当てられており、各登録ユーザは定められた役割（role）においてルームに参加する。ルームに割り当てられたページ上に掲示板・ブログ・共有キャビネット・小テスト・アンケート・ToDo管理等のポートレットを配置することによって、グループウェアとして、e-ラーニングサイトとして、ソーシャルネットワークサービス（SNS）など多様な目的のために活用することができる。
NetCommons2.×系では、各ルーム・各スペースおよびフルバックアップの機能が備わっており、NetCommonsの同じバージョンで構築された他サイトにルーム・スペース単位で移動できる（ただし、セキュリティ上の理由から、移動先のサイトからの承認が必要）。また、各ルームで作成したコンテンツをモジュール単位でコピーしたり別ルームに移動させたりすることができる。これによって、データベースを用いた他のCMSとは異なり、サイト管理者だけでなくコンテンツの真の所有者であるユーザが自由に自らのコンテンツを管理・移動することが可能となっている。
NetCommons3.×系では、スマートフォンへの対応やOS、ミドルウェアの環境変化に対応しやすくするために自動テスト機能が組み込まれた。また、ヘッダーなどの部分はサイト共通、パブリック共通、ルーム共通、ページのみなど、細かな設定が可能になり、張機能であった動画プラグインが標準機能として取り入れられた。
このような高機能性に対して、初心者でも比較的簡単に使えることもNetCommonsの大きな特徴である。ユーザインタフェイスは、主要なウェブメールのそれに統一されており、ワープロのノウハウと画像だけあれば本格的なポータルサイトを短時間で構築できる。また、主要なプラグイン（モジュール）がコアプログラムに同梱されているため、インストール後すぐにサイト構築にとりかかることができる。
こうした利便性が評価され2005年以降急速に学校やNPO、自治体や中小企業などに広まっている。課題であった各ページへのパーマネントリンクが長すぎる点についてはNetCommons2.2.0.0で対応がなされ、NetCommons2.2.0.1においてW3CのバリデーションチェックとPHP5.3への対応が行われた。NetCommons2.3では、プライベートメッセージ機能や言語選択機能等の機能追加、携帯版機能の強化、及び、処理速度の改善が行われた。また、NetCommons2.4.2.1ではPHP5.6への対応が行われた。
公式マニュアルとして「NetCommonsで本格ウェブサイト」が2009年8月に、「NetCommons実践デザインカスタマイズ」が2010年8月に出版された。NetCommons3の公式マニュアルは『NetCommons3 - クラウド活用で安全・簡単に本格ウェブサイト』が2018年8月に発売される。

## 歴史
2005年以降、国立情報学研究所の主催で毎夏ユーザカンファレンスが開催されている。
- 2005年 - 一橋講堂にてユーザカンファレンス2005の開催[3]。NetCommons1.0.x系のリリース[3]。
- 2006年 - 千葉県総合教育センターにてユーザカンファレンス2006の開催[4]。
- 2007年 - 一橋講堂にてユーザカンファレンス2007の開催[5]。NetCommons1.1.x系のリリース。IASTED主催第三回ソフトウェア協議会最優秀賞受賞。
- 2008年 - 一橋講堂にてユーザカンファレンス2008の開催[6][7]。NetCommons2.0系、2.1系のリリース[8]。
- 2009年 - 一橋講堂にてユーザカンファレンス2009の開催[9][10]。NetCommons2.2系のリリース。NetCommonsをベースに構築された研究者向け情報共有基盤サービスResearchmapがサービスイン[11]。IPA主催日本OSS奨励賞第一回受賞者としてNetCommonsプロジェクト代表新井紀子が選定される[12]。
- 2010年 - 一橋講堂にてユーザカンファレンス2010の開催[13][14]。NetCommons2.3系のリリース。
- 2011年 - 一橋講堂にてユーザカンファレンス2011の開催[15][16]。震災での活用事例発表[17]。
- 2012年 - 一橋講堂にてユーザカンファレンス2012の開催[18]。LDAP、レポジトリなどの拡張事例発表。
- 2013年 - 一橋講堂にてユーザカンファレンス2013の開催[19]。次世代NetCommons 3の機能紹介。NetCommonsの普及のため[20]、カエルのフードを被ったネコのキャラクター「ミカエル」が作成され、商標登録される[21]。
- 2014年 - 一橋講堂にてユーザカンファレンス2014の開催[22][23]。次世代NetCommons 3に関する情報[24]。
- 2015年 - 一橋講堂にてユーザカンファレンス2015の開催[25]。NetCommonsの応用について[26]。
- 2016年 - 一橋講堂にてユーザカンファレンス2016の開催[27]。次世代NetCommons 3に関する情報[28]。NetCommons 3系のリリース[29]。
- 2017年 - 一橋講堂にてユーザカンファレンス2017の開催[30]。セキュリティとNetCommons3への移行[30]。
- 2018年 - 一橋講堂にてユーザカンファレンス2018の開催[31]。
- 2019年 - 一橋講堂にてユーザカンファレンス2019の開催[32]。
- 2023年 - 公式サイトからのNetCommonsの配布を2025年3月をもって終了すると発表[33]。